# Srbice (Ústí nad Labem)
Srbice è un comune della Repubblica Ceca facente parte del distretto di Teplice, nella regione di Ústí nad Labem.